# François Craenhals
François Craenhals (Elsene, 15 november 1926 – Montpellier, 2 augustus 2004) was een Belgische stripauteur. Hij tekende ook onder de pseudoniemen F. Hal en Clopp. Craenhals was vooral gekend vanwege de stripreeksen Pom en Teddy, De 4 helden en De Koene Ridder.

## Levensloop
Craenhals ging aanvankelijk naar een katholiek internaat, waar hij in zijn vrije tijd schilderde en tekende. Tijdens de Tweede Wereldoorlog moest hij bijklussen om extra geld te verdienen. Zo was hij onder meer even bontwerker, verkoper en tandartsassistent. Tijdens de oorlog volgde Craenhals ook tekenlessen aan de Koninklijke Academie voor Schone Kunsten in Brussel. Hij kwam intussen voornamelijk via het Franse stripblad Junior in aanraking met het werk van Amerikaanse striptekenaars zoals Alex Raymond (Flash Gordon), Hal Foster (Prins Valiant) en Burne Hogarth (Tarzan), maar ook met het werk van de Franse striptekenaar René Pellarin (Futuropolis). In samenwerking met een Joodse vriend genaamd Eichenthal maakte Craenhals dan zelf strips die ze opstuurden naar het Belgische stripblad Bravo!, maar daar kregen ze geen antwoord op en de strips werden ook niet gepubliceerd.
Craenhals debuteerde vervolgens als illustrator en cartoonist bij het tijdschrift Vrai en daarna van maart 1945 tot juli 1946 bij het tijdschrift Documentation. In 1948 debuteerde hij als striptekenaar met de strip Le domaine de Druka. Deze strip verscheen oorspronkelijk in het tijdschrift Le Soir illustré, een bijlage van Le Soir, van juli tot oktober 1948. Bij Le Soir Jeunesse, een andere bijlage van Le Soir, die op woensdag verscheen, illustreerde hij ook de verhalen van Paul Caso en verscheen in diezelfde bijlage in 1949 de strip De legende van Thyl Uilenspiegel, naar het boek van Charles De Coster. Van april 1950 tot oktober 1951 verscheen de strip Karan in het stripblad Héroïc-Albums. Intussen illustreerde Craenhals ook in het tijdschrift Handbook for Motorest en werkte hij als reclametekenaar. Zo ontwierp hij enkele reclamepanelen voor het Gentse bedrijf KLM en illustreerde hij reclamefolders van supermarkten.
In 1950 ging Craenhals met Le domaine de Druka naar de redactie van het stripblad Tintin/Kuifje. Het werd afgewezen, maar hij werd wel aangenomen als illustrator ter vervanging van Bob De Moor, die vertrokken was naar de tekenstudio van Hergé. Hij illustreerde in het tijdschrift van september 1950 tot mei 1962. Van 1951 tot 1952 verscheen de strip Renaat en Christiane in datzelfde tijdschrift. Daarnaast tekende Craenhals van november 1952 tot oktober 1955 ook nog twintig korte strips. Een deel van die korte verhalen zijn bewerkingen van films. De overige verhalen werden geschreven door zijn collega's bij het het stripblad waaronder Raymond Macherot en Yves Duval. Zijn tekenstijl geleek inmiddels op de klare lijn. Van maart 1953 tot december 1963 verscheen zijn eerste langlopende stripreeks Pom en Teddy in Tintin/Kuifje. Na het laatste lange verhaal in 1963 verschenen wel af en toe nog enkele korte verhalen waarvan de laatste in 1983 verscheen. In de jaren 50 tekende Craenhals ook voor het reclamebureau Publiart dat opgericht werd door Raymond Leblanc, de uitgever van het tijdschrift. In 1955 verscheen de strip Yopi tegen de Elkandertalers en in oktober 1958 verscheen een kort verhaal in de stripreeks Alphonse op scenario van René Goscinny. Van maart tot augustus 1960 verscheen de strip Avontuur te Sarajevo met een geheim agent genaamd Delta in de hoofdrol. In 1966 verscheen het eerste verhaal van De Koene Ridder in Tintin/Kuifje. Hiervan verschenen 20 albums van 1970 tot 2001.
Intussen tekende Craenhals van 1955 tot 1964 zowel als striptekenaar als illustrator ook voor het Nederlandstalige tijdschrift Zonneland en het Franstalige zusterblad Petits Belges. In 1956 nam hij daarin op scenario van Jean Ray de reeks Johnny en Annie van Renaat Demoen over. Van 1958 tot 1964 verschenen er negentien korte strips in datzelfde tijdschrift. Die korte strips hadden allen een religieus thema en het merendeel ervan was geschreven door Nonkel Fons en enkele door Hélène Millet. Verder tekende Craenhals nog enkele andere strips in het blad waaronder de gagstrip Roc et  Rol uit 1960. Later in december 1960 wijzigde de naam van Petits Belges in Tremplin waarop hij ook nog een titelstrip genaamd Luc Tremplin tekende, die van 1962 tot 1965 in het tijdschrift verscheen. Naast Tintin/Kuifje en Zonneland tekende Craenhals ook van 1957 tot 1961 de strip Adalbert in het tijdschrift Seeonee en vanaf 1957 tekende hij Primus en Musje voor de krant La Libre Belgique.
Vanaf halverwege de jaren 50 illustreerde Craenhals ook boekuitgaves met name bij uitgeverij Casterman, waaronder de boekenreeks Les 4 as van Georges Chaulet. Vervolgens werd die boekenreeks vanaf 1964 bewerkt in een stripreeks genaamd De 4 helden, die ook door Craenhals getekend werd. Craenhals tekende 40 albums van 1964 tot 2004 waarvan het merendeel geschreven was door Chaulet. Vanaf het 25ste album uit 1988 werd hij bij het tekenwerk geholpen door Jacques Debruyne, die ook de stripreeks na Craenhals verderzette. In de jaren 70 tekende hij enkele kortverhalen in de stripreeks P'tit Dab. Deze verschenen in de tijdschriften Schtroumpf: Les cahiers de la BD, Hop! en Tintin/Kuifje. In de jaren 80 tekende Craenhals nogmaals een stripreeks gebaseerd op een boekenreeks van Chaulet. Er verschenen van deze stripreeks genaamd Fantômette drie albums van 1982 tot 1983 op scenario van Chaulet. Er verscheen in 1985 nog een vierde album, maar dat werd getekend door Endry. In augustus 2001 verhuisde hij met zijn tweede vrouw naar de Zuid-Franse gemeente Rivières. Daar openden ze een bed and breakfast. Craenhals stierf in augustus 2004 wegens een hartoperatie in het ziekenhuis van Montpellier en werd begraven in Rivières.

## Werk
Craenhals tekende onder meer (mee aan) de volgende strips:
- Le domaine de Druka in Le Soir illustré (1948)
- De legende van Thyl Uilenspiegel in een bijlage van Le Soir (1949)
- Karan in Héroïc-Albums (1950-1951)
- Le secret du manoir in Zonneland/Petits Belges (1955)
- Uranium & Cie in Zonneland/Petits Belges (1956)
- Johnny en Annie in Zonneland/Petits Belges (1956) op scenario van Jean Ray
- Adalbert in  Seeonee (1957-1961)
- Primus en Musje in La Libre Belgique (1957-onbekend)
- Negentien korte strips in Zonneland/Petits Belges (1958-1964), waaronder:
  - Sensation à Lourdes (1958) op scenario van Hélène Millet
  - Mystère de l’an zéro (1959-1960) op scenario van Hélène Millet
  - Martin, fils d’officier romain (1961)  op scenario van Nonkel Fons
  - L'Indomptable Héraut du seigneur in Zonneland/Petits Belges (1964) op scenario van Nonkel Fons
- Cascade le ménestrel in Zonneland/Petits Belges (1960)
- Roc et  Rol in Zonneland/Petits Belges (1960)
- Luc Tremplin in Zonneland/Tremplin (1962-1965)
- De 4 helden (1964-2004)
- Fantômette (1982-1983)
- Ninette et Titi in Chez Nous

### InTintin/Kuifje
- Renaat en Christiane (1951-1952)
- Twintig korte strips (1952-1955), waaronder:
  - Le dossier Samarang (1953) op scenario van Raymond Macherot
  - Paix sur la terre (1953) op scenario van Yves Duval
  - Ce cher vieux Diogène (1955) op scenario van Yves Duval
  - Ivanhoé
  - Scaramouche
  - Le prisonnier de Zenda
  - Capitaine sans loi
  - Heidi
  - Jodi et le faon
  - Les kidnappers
  - À l'ouest de Zanzibar
  - Fort Bravo
  - La vie de Dwight D. Eisenhower
- Pom en Teddy (1953-1983)
- Mission dans le bled (1954-1955)
- Yopi tegen de Elkandertalers (1955)
- Aventures de Polochon, campeur modèle (1955)
- Le trappeur modèle (1956)
- Lucette et Tantoche (1956)
- Een verhaal van Alphonse (1958) op scenario van René Goscinny
- Avontuur te Sarajevo (1960)
- De Koene Ridder (1966-2001)[1]

- Biblioteca Nacional de España: XX940060
- Bibliothèque nationale de France: cb11898088q (data)
- Digitale Bibliotheek voor de Nederlandse Letteren: crae034
- Gemeinsame Normdatei: 115816011
- International Standard Name Identifier: 0000 0000 7326 3929
- Library of Congress Control Number: no2004101081
- Nederlandse Thesaurus van Auteursnamen: 068972423
- LIBRIS: 182379
- Système universitaire de documentation: 02680445X
- Virtual International Authority File: 4928511
- WorldCat: E39PBJyWPw3MXxPqJQCDgvC84q